# Chișineu-Criș
Chișineu-Criș je město v západním Rumunsku, je součástí župy Arad. Leží nedaleko hranic s Maďarskem. Administrativní součástí města je i vesnice Nădab.
V roce 2011 zde žilo 7 987 obyvatel.